# (2074) Shoemaker

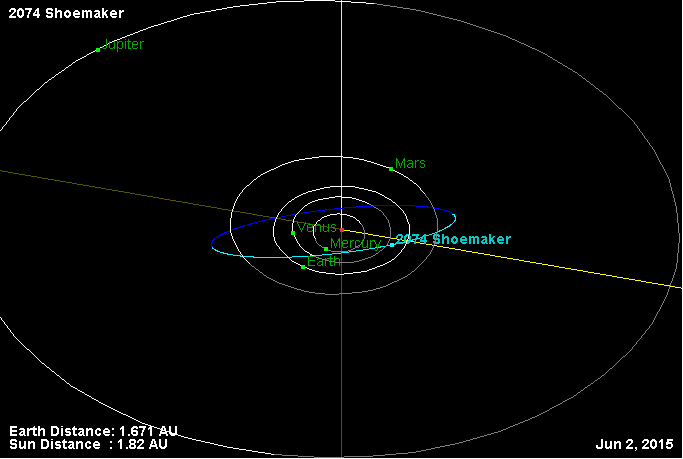
Orbita planetoidy (2074) Shoemaker

(2074) Shoemaker – planetoida z grupy przecinających orbitę Marsa okrążająca Słońce w ciągu 2 lat i 152 dni w średniej odległości 1,8 au. Została odkryta 17 października 1974 roku w Obserwatorium Palomar przez Eleanor Helin. Nazwa planetoidy pochodzi od Gene Shoemakera, amerykańskiego astronoma i geologa. Przed nadaniem nazwy planetoida nosiła oznaczenie tymczasowe (2074) 1974 UA.